# Verein für Bewegungsspiele Oldenburg 1963-1964
Questa voce raccoglie le informazioni riguardanti il Verein für Bewegungsspiele Oldenburg nelle competizioni ufficiali della stagione 1963-1964.

## Stagione
Nella stagione 1963-1964 l'Oldenburg, allenato da Kurt Koch, concluse il campionato di Regionalliga nord al 7º posto.

## Rosa
| N. |                     | Ruolo | Calciatore       |
| -- | ------------------- | ----- | ---------------- |
|    | Germania (bandiera) | P     | Heinrich Erkens  |
|    | Germania (bandiera) | D     | Klaus Forbrig    |
|    | Germania (bandiera) | D     | Lothar Malcharek |
|    | Germania (bandiera) | D     | Helmut Mrosla    |
|    | Germania (bandiera) | D     | Alfred Nagel     |
|    | Germania (bandiera) | D     | Manfred Schößler |

| N. |                     | Ruolo | Calciatore        |
| -- | ------------------- | ----- | ----------------- |
|    | Germania (bandiera) | D     | Klaus Schwede     |
|    | Germania (bandiera) | A     | Wilfried Braun    |
|    | Germania (bandiera) | A     | Walter Michael    |
|    | Germania (bandiera) | A     | Siegfried Presche |
|    | Germania (bandiera) | A     | Manfred Schwalm   |
|    | Germania (bandiera) | A     | Dieter Wodniok    |

## Organigramma societario
Area tecnica
- Allenatore: Kurt Koch
- Allenatore in seconda:
- Preparatore dei portieri:
- Preparatori atletici:
- Analisi video:

## Calciomercato

### Sessione estiva
| Acquisti | Acquisti       | Acquisti  | Acquisti |
| R.       | Nome           | da        | Modalità |
| -------- | -------------- | --------- | -------- |
| A        | Wilfried Braun | Bremer SV |          |
| A        | Walter Michael | Bremer SV |          |

| Cessioni | Cessioni          | Cessioni          | Cessioni |
| R.       | Nome              | a                 | Modalità |
| -------- | ----------------- | ----------------- | -------- |
| A        | Burghard Rylewicz | Borussia Dortmund |          |

## Risultati

### Regionalliga

#### Girone di andata
| 11 agosto 1963 1ª giornata | Oldenburg | 3 – 2 | Lubecca |  |

| 18 agosto 1963 2ª giornata | Holstein Kiel | 1 – 1 | Oldenburg |  |

| 25 agosto 1963 3ª giornata | Oldenburg | 3 – 1 | Altona 93 |  |

| 1º settembre 1963 4ª giornata | Osnabrück | 2 – 3 | Oldenburg |  |

| 8 settembre 1963 5ª giornata | Oldenburg | 1 – 1 | Bremerhaven |  |

| 15 settembre 1963 6ª giornata | VfL Oldenburg | 3 – 3 | Oldenburg |  |

| 22 settembre 1963 7ª giornata | Oldenburg | 2 – 1 | Barmbek-Uhlenhorst |  |

| 6 ottobre 1963 8ª giornata | Arminia Hannover | 0 – 0 | Oldenburg |  |

| 13 ottobre 1963 9ª giornata | Oldenburg | 3 – 0 | Hildesheim |  |

| 20 ottobre 1963 10ª giornata | Friedrichsort | 2 – 1 | Oldenburg |  |

| 27 ottobre 1963 11ª giornata | Oldenburg | 0 – 2 | St. Pauli |  |

| 10 novembre 1963 12ª giornata | Neumünster | 2 – 1 | Oldenburg |  |

| 17 novembre 1963 13ª giornata | Oldenburg | 2 – 0 | Concordia Amburgo |  |

| 20 novembre 1963 14ª giornata | Oldenburg | 7 – 0 | Wolfsburg |  |

| 1º dicembre 1963 15ª giornata | Victoria Amburgo | 0 – 2 | Oldenburg |  |

| 8 dicembre 1963 16ª giornata | Oldenburg | 0 – 2 | Hannover 96 |  |

| 29 dicembre 1963 17ª giornata | Bergedorf | 1 – 1 | Oldenburg |  |

#### Girone di ritorno
| 5 gennaio 1964 18ª giornata | Oldenburg | 3 – 0 | Victoria Amburgo |  |

| 12 gennaio 1964 19ª giornata | Wolfsburg | 2 – 1 | Oldenburg |  |

| 19 gennaio 1964 20ª giornata | Hannover 96 | 1 – 0 | Oldenburg |  |

| 26 gennaio 1964 21ª giornata | Oldenburg | 2 – 0 | Bergedorf |  |

| 2 febbraio 1964 22ª giornata | Altona 93 | 3 – 2 | Oldenburg |  |

| 9 febbraio 1964 23ª giornata | Oldenburg | 0 – 3 | Osnabrück |  |

| 16 febbraio 1964 24ª giornata | Bremerhaven | 1 – 1 | Oldenburg |  |

| 23 febbraio 1964 25ª giornata | Oldenburg | 2 – 1 | VfL Oldenburg |  |

| 2 marzo 1964 26ª giornata | Barmbek-Uhlenhorst | 0 – 2 | Oldenburg |  |

| 8 marzo 1964 27ª giornata | Oldenburg | 0 – 2 | Arminia Hannover |  |

| 15 marzo 1964 28ª giornata | Hildesheim | 1 – 2 | Oldenburg |  |

| 22 marzo 1964 29ª giornata | Oldenburg | 3 – 2 | Friedrichsort |  |

| 5 aprile 1964 30ª giornata | St. Pauli | 4 – 2 | Oldenburg |  |

| 12 aprile 1964 31ª giornata | Oldenburg | 0 – 1 | Neumünster |  |

| 19 aprile 1964 32ª giornata | Concordia Amburgo | 1 – 4 | Oldenburg |  |

| 3 maggio 1964 33ª giornata | Lubecca | 6 – 0 | Oldenburg |  |

| 10 maggio 1964 34ª giornata | Oldenburg | 6 – 2 | Holstein Kiel |  |

## Statistiche

### Statistiche di squadra
| Competizione      | Punti | In casa | In casa | In casa | In casa | In casa | In casa | In trasferta | In trasferta | In trasferta | In trasferta | In trasferta | In trasferta | Totale | Totale | Totale | Totale | Totale | Totale | DR  |
| Competizione      | Punti | G       | V       | N       | P       | Gf      | Gs      | G            | V            | N            | P            | Gf           | Gs           | G      | V      | N      | P      | Gf     | Gs     | DR  |
| ----------------- | ----- | ------- | ------- | ------- | ------- | ------- | ------- | ------------ | ------------ | ------------ | ------------ | ------------ | ------------ | ------ | ------ | ------ | ------ | ------ | ------ | --- |
| Regionalliga nord | 38    | 17      | 11      | 1       | 5       | 37      | 20      | 17           | 5            | 5            | 7            | 26           | 30           | 34     | 16     | 6      | 12     | 63     | 50     | +13 |
| Totale            | 38    | 17      | 11      | 1       | 5       | 37      | 20      | 17           | 5            | 5            | 7            | 26           | 30           | 34     | 16     | 6      | 12     | 63     | 50     | +13 |

### Andamento in campionato
| Giornata  | 1 | 2 | 3 | 4 | 5 | 6 | 7 | 8 | 9 | 10 | 11 | 12 | 13 | 14 | 15 | 16 | 17 | 18 | 19 | 20 | 21 | 22 | 23 | 24 | 25 | 26 | 27 | 28 | 29 | 30 | 31 | 32 | 33 | 34 |
| --------- | - | - | - | - | - | - | - | - | - | -- | -- | -- | -- | -- | -- | -- | -- | -- | -- | -- | -- | -- | -- | -- | -- | -- | -- | -- | -- | -- | -- | -- | -- | -- |
| Luogo     | C | T | C | T | C | T | C | T | C | T  | C  | T  | C  | C  | T  | C  | T  | C  | T  | T  | C  | T  | C  | T  | C  | T  | C  | T  | C  | T  | C  | T  | T  | C  |
| Risultato | V | N | V | V | N | N | V | N | V | P  | P  | P  | V  | V  | V  | P  | N  | V  | P  | P  | V  | P  | P  | N  | V  | V  | P  | V  | V  | P  | P  | V  | P  | V  |
| Posizione | 5 | 6 | 3 | 2 | 2 | 3 | 2 | 4 | 3 | 4  | 5  | 5  | 5  | 4  | 4  | 4  | 5  | 4  | 4  | 4  | 4  | 6  | 8  | 7  | 7  | 7  | 7  | 7  | 7  | 7  | 7  | 6  | 7  | 7  |

Legenda:

Luogo: C = Casa; T = Trasferta. Risultato: V = Vittoria; N = Pareggio; P = Sconfitta.